# Das Tal der sieben Monde
Das Tal der sieben Monde ist ein DDR-Kinofilm von Gottfried Kolditz aus dem Jahr 1967. Die Inszenierung des „VEB DEFA-Studio für Spielfilme Babelsberg“, künstlerische Arbeitsgruppe (KAG) „Roter Kreis“, basiert auf dem gleichnamigen Kriegsroman von Harry Thürk, der 1963 beim Verlag Das Neue Berlin erschienen ist. Erzählt wird die Geschichte eines jungen „Volksdeutschen“, der während des Zweiten Weltkriegs in Polen zum Unterstützer der Partisanen wird.

## Handlung
Während des Zweiten Weltkriegs wird 1944 in den Beskiden (einem Gebirgszug in Polen) an einer Eisenbahnlinie gebaut, mit der Erz nach Deutschland transportiert werden soll. Der junge Arbeiter Rudek lebt mit den anderen Deutschen in einem Lager im Wald. In der Nähe befindet sich ein verstecktes Dorf, in dem er das polnisch-jüdische Mädchen Martyna kennenlernt. Die beiden beginnen eine Beziehung, aber um ihrer beiden Leben nicht zu gefährden, müssen sie dies sowohl vor den Deutschen als auch vor den Dorfbewohnern geheim halten.
Besonders als die alte Frau Babka, bei der Martyna wohnt, von Gendarmen erhängt wird, beginnt Rudek immer mehr an den deutschen Idealen zu zweifeln. Es folgen weitere Grausamkeiten durch die Deutschen, die dazu führen, dass Rudek die Seiten wechselt. Gemeinsam mit Martyna hilft Rudek den Partisanen bei der Sprengung der Eisenbahnanlagen.

## Ausstrahlungen
Die Uraufführung im Kino war am 10. Februar 1967. Die Fernseh-Erstausstrahlung erfolgte im 1. Programm des Fernsehens der DDR am 1. März 1968.

## Kritiken
„Ein thematisch interessanter, inszenatorisch aber nicht überzeugender Film.“